# Schizaspidia sitarami
Schizaspidia sitarami är en stekelart som beskrevs av T.C. Narendran 1985. Schizaspidia sitarami ingår i släktet Schizaspidia och familjen Eucharitidae. Inga underarter finns listade i Catalogue of Life.